# Larribar-Sorhapuru
Larribar-Sorhapuru – miejscowość i gmina we Francji, w regionie Nowa Akwitania, w departamencie Pireneje Atlantyckie.
Według danych na rok 1990 gminę zamieszkiwały 242 osoby, a gęstość zaludnienia wynosiła 23 osób/km² (wśród 2290 gmin Akwitanii Larribar-Sorhapuru plasuje się na 936. miejscu pod względem liczby ludności, natomiast pod względem powierzchni na miejscu 1028.).